# Puzdrowski Młyn
Puzdrowski Młyn (kaszb. Pùzdrowsczi Młin) – dawna część wsi Puzdrowo w Polsce, w województwie pomorskim, w powiecie kartuskim, w gminie Sierakowice, na Pojezierzu Kaszubskim. Wchodzi w skład sołectwa Puzdrowo.
1 stycznia 2024 nazwa miejscowości została zniesiona.
W latach 1975–1998 Puzdrowski Młyn administracyjnie należał do województwa gdańskiego.